# Aeroportul Chersky
Aeroportul Chersky (IATA: CYX, ICAO: UESS) este un aeroport din Iacutia, Rusia ce deservește zona Cerski⁠(d). Aeroportul a fost tranzitat în 2017 de 6.829 de pasageri. A fost numit după zona deservită.
Situat la o altitudine de 6 m, aeroportul dispune de 1 pistă.

## Infrastructură

### Piste
Aeroportul dispune de o singură pistă. Pista are orientarea 13L/31R. 